# Critics’ Circle Theatre Award/Bester Schauspieler
In der Kategorie Bester Schauspieler wurden folgende Critics’ Circle Theatre Award vergeben.

## 1982 bis 1989

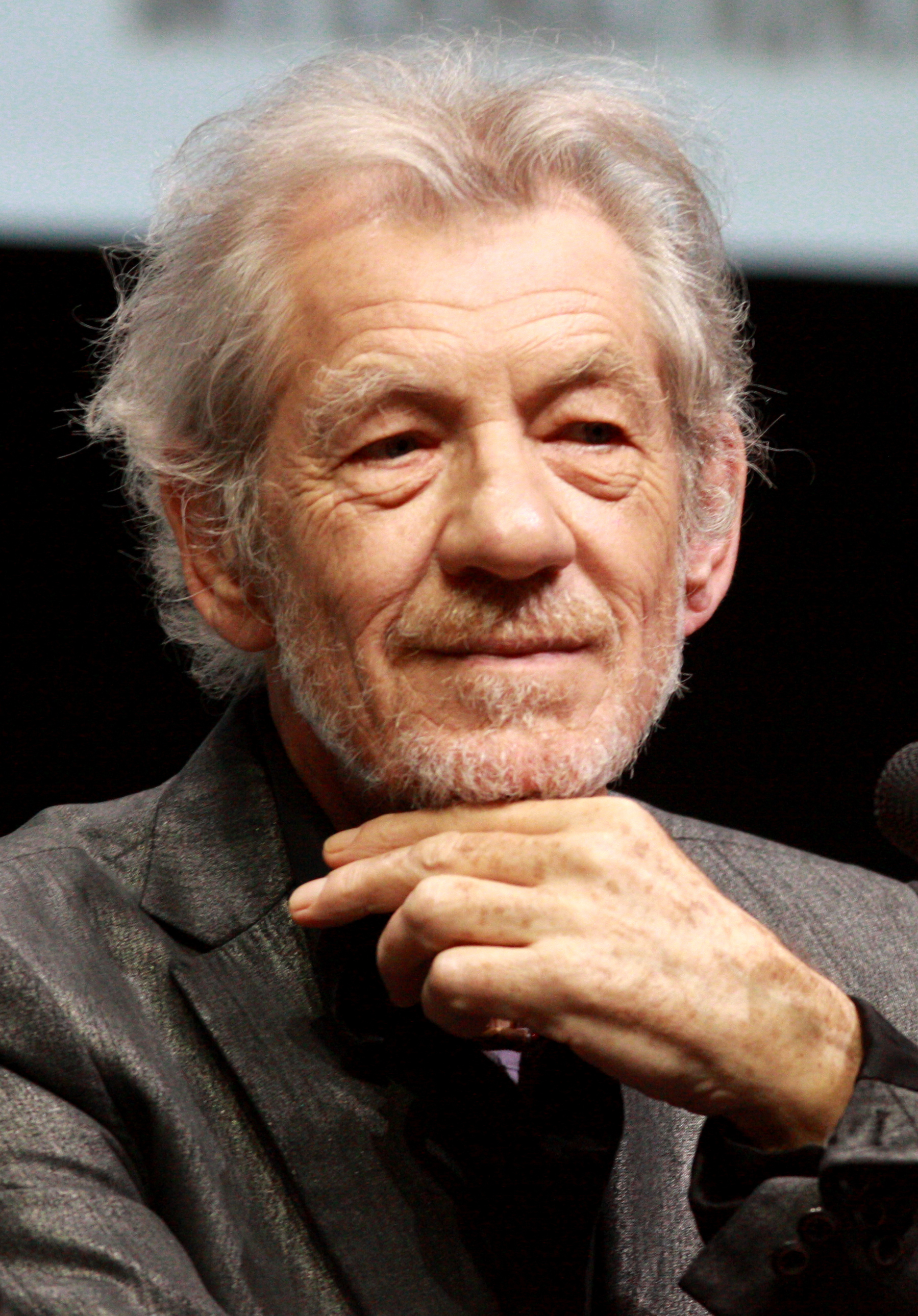
Ian McKellen (Preisträger 1989)

- 1982: Bob Hoskins für Guys and Dolls
- 1983: Derek Jacobi für Cyrano de Bergerac und Much Ado About Nothing
- 1984: (geteilt) Antony Sher für Richard III
- 1984: (geteilt) Brian Cox für Rat in the Skull und Strange Interlude
- 1985: (geteilt) Anthony Hopkins  für Pravda
- 1985: (geteilt) Gary Oldman für The Pope's Wedding
- 1986: (geteilt) Bill Fraser für When We Are Married
- 1986: (geteilt) Hugh Quarshie für The Great White Hope
- 1987: Brian Cox für The Taming of the Shrew, Titus Andronicus und Fashion
- 1988: (geteilt) Alex Jennings für Too Clever von Half
- 1988: (geteilt) Tom Wilkinson für An Enemy of the People
- 1989: Ian McKellen für Othello

## 1990 bis 1999

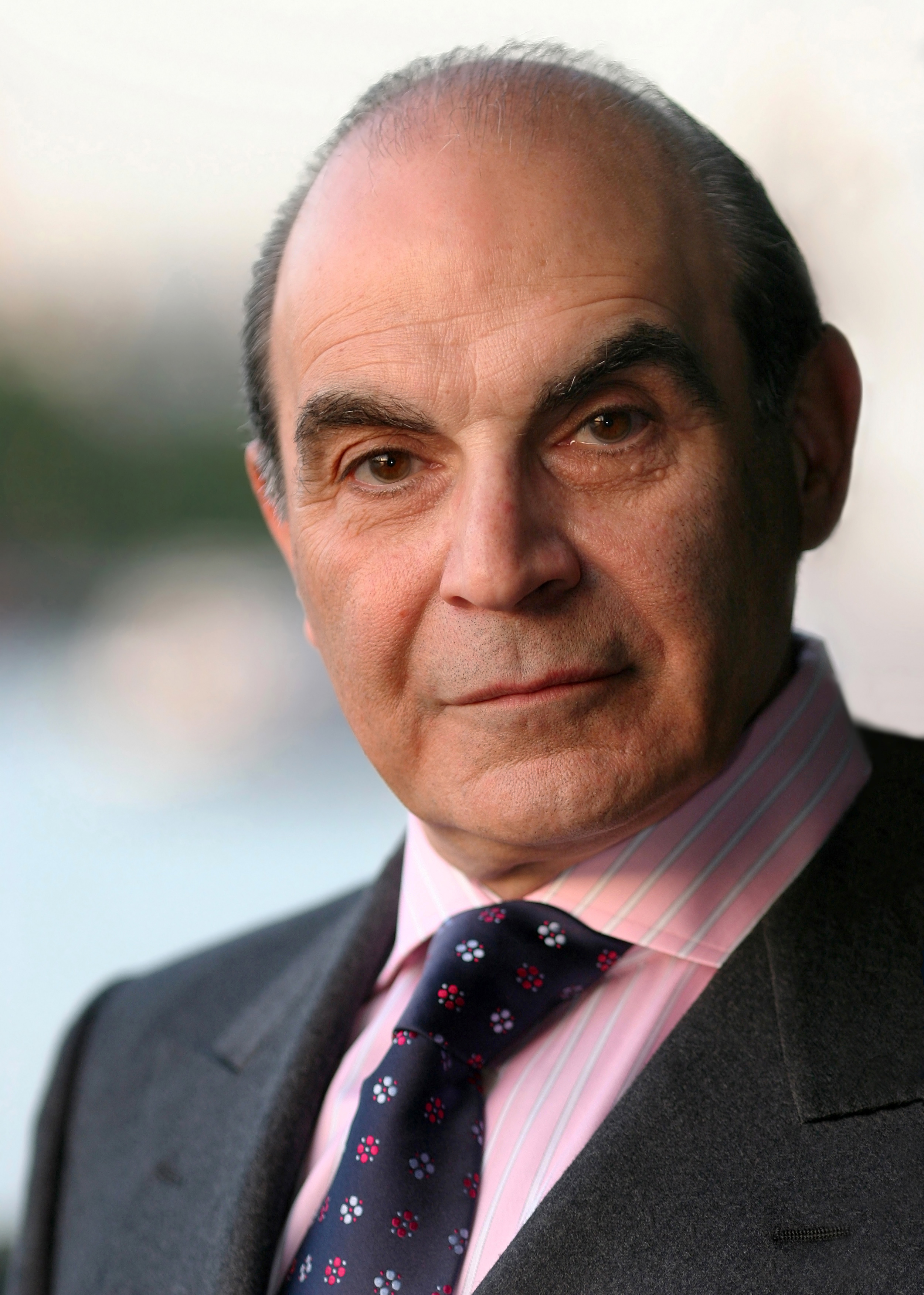
David Suchet (Preisträger 1996)

- 1990: Michael Gambon für Man of the Moment
- 1991: Nigel Hawthorne für The Madness of George III
- 1992: Paul Eddington für No Man's Land
- 1993: Ian Holm für Moonlight
- 1994: Tom Courtenay für Moscow Stations
- 1995: Daniel Massey für Taking Sides
- 1996: David Suchet für Who's Afraid of Virginia Woolf?
- 1997: Ian Holm für King Lear
- 1998: Kevin Spacey für The Iceman Cometh
- 1999: Henry Goodman für The Merchant of Venice

## 2000 bis 2009

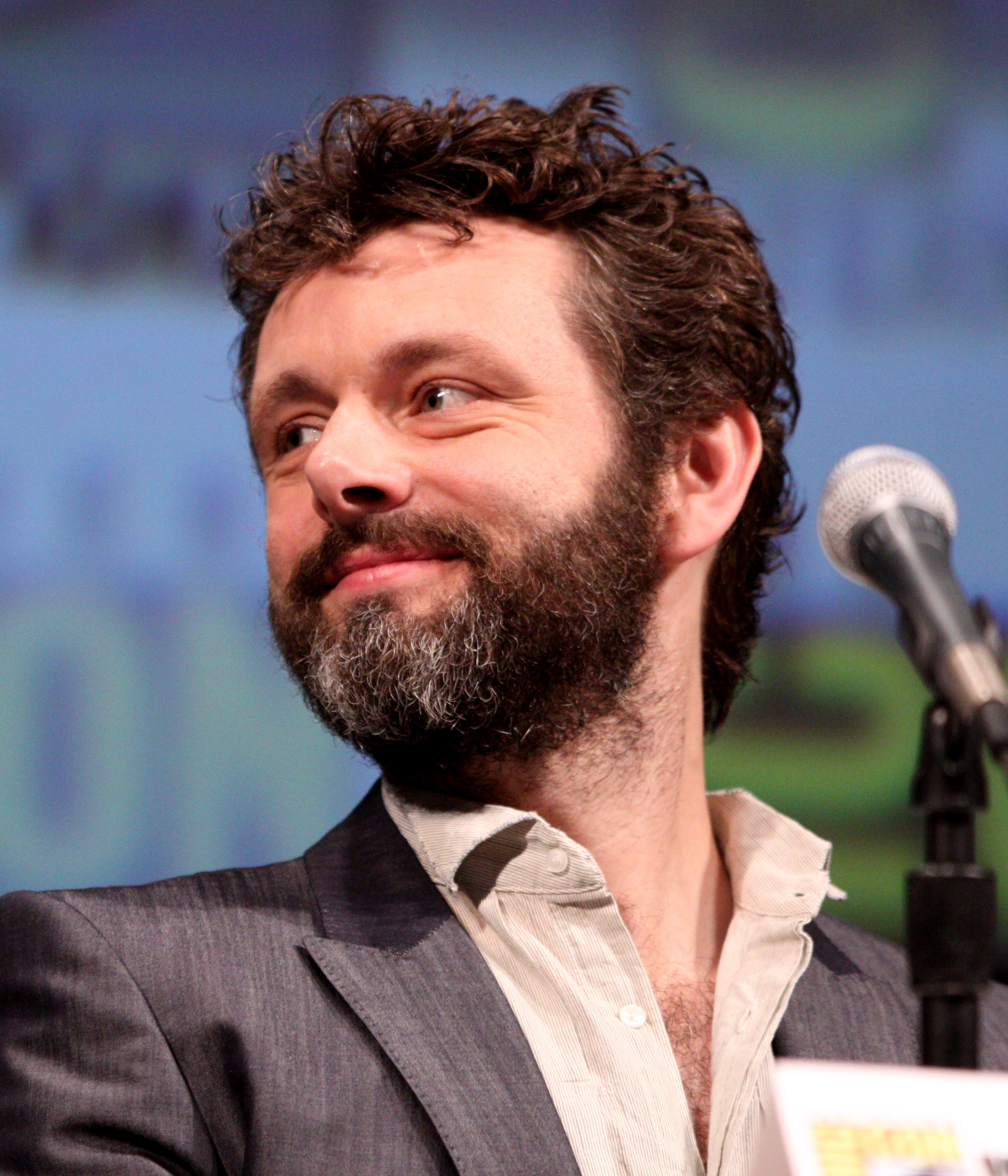
Michael Sheen (Preisträger 2003)

- 2000: Michael Gambon für The Caretaker
- 2001: Ian McDiarmid für Faith Healer
- 2002: Simon Russell Beale für Uncle Vanya
- 2003: Michael Sheen für Caligula
- 2004: Richard Griffiths für The History Boys
- 2005: Simon Russell Beale für The Philanthropist
- 2006: Rufus Sewell für Rock'n'Roll
- 2007: Charles Dance für Shadowlands
- 2008: Kenneth Branagh für Ivanov
- 2009: Mark Rylance für Jerusalem

## 2010 bis 2019

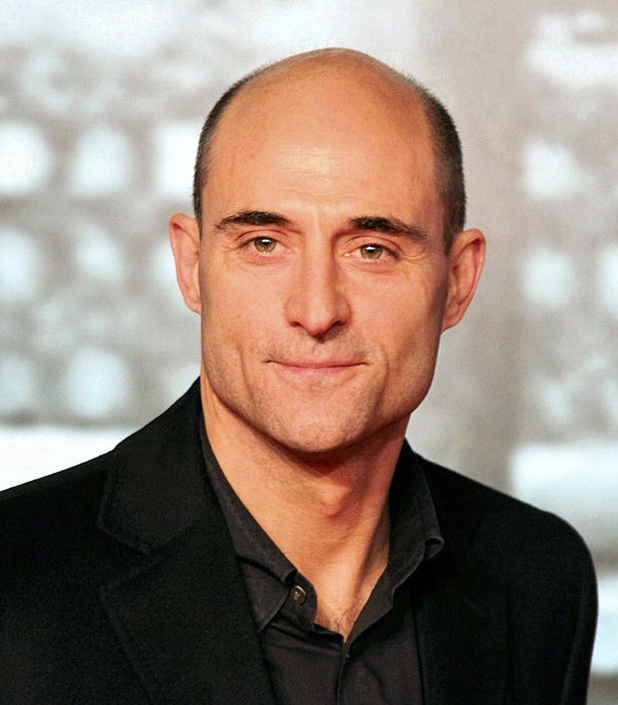
Mark Strong (Preisträger2014 und 2025)

- 2010: David Suchet für All My Sons
- 2011: Benedict Cumberbatch für Frankenstein
- 2012: Adrian Lester für Red Velvet
- 2013: Lenny Henry für Fences
- 2014: Mark Strong für A View from the Bridge
- 2015: Kenneth Cranham für The Father
- 2016: Stephen Dillane in Faith Healer
- 2017: Bryan Cranston in Network
- 2018:Kyle Soller in The Inheritance
- 2019: Andrew Scott in Present Laughter

## 2020 bis 2029
- 2020: Ausfall der Veranstaltung
- 2021: Ausfall der Veranstaltung

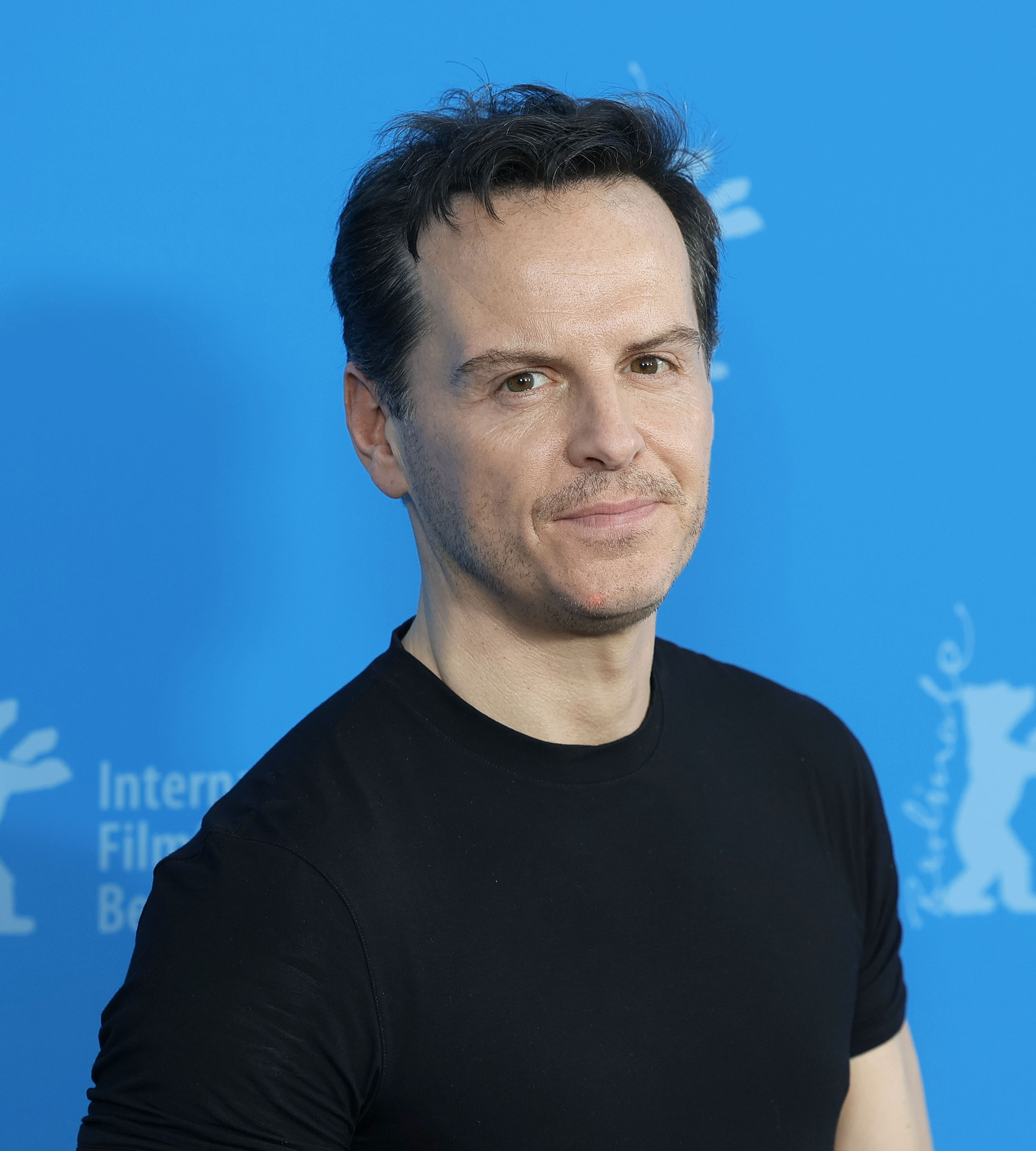
Andrew Scott (Preisträger 2024)

- 2022: Ben Daniels in The Normal Heart
- 2023: Giles Terera in Blues for an Alabama Sky und Othello
- 2024: Andrew Scott in Vanya
- 2025: Mark Strong in Oedipus